# Rita Rudner
Rita Rudner est une humoriste, actrice et scénariste américaine née le 17 septembre 1953 à Miami, Floride (États-Unis).

## Biographie
Rudner est née à Miami, en Floride, fille de Frances, femme au foyer et Abe Rudner, un avocat. Sa mère décède quand Rita a 13 ans. Après ses études au lycée à 15 ans, Rudner quitte Miami pour New York afin d'y poursuivre des études de danse et devenir danseuse. Elle participe à plusieurs spectacles de Broadway, dans des productions originales maintenant légendaires comme Follies et Mack et Mabel.
Elle ne se tourne vers l'humour qu'à partir de 25 ans, après avoir constaté combien la gent féminine est sous-représentée dans le monde de l'humour en comparaison de celui de la danse. Elle s'évertue alors à étudier le style et l'humour de Jack Benny, Woody Allen et Bob Newhart, entre autres, et développe son propre style d'humour. Elle fait ses premiers pas d'humoriste dans les comedy clubs de New York, puis se produit sur scène nationalement. Son succès est tel qu'elle parvient à décrocher une performance à la télévision dans le Tonight Show de Johnny Carson en 1988.
Elle s'est mariée avec l'acteur Martin Bergman avec qui elle a adopté une fille, Molly, en 2002. Ils ont une maison à Las Vegas.

## Filmographie

### Actrice
- 1988 : The Wrong Guys (en), de Danny Bilson : Pam
- 1989 : That's Adequate, de Harry Hurwitz : Frieda Philby
- 1989 : Skate Rider (en) (Gleaming the Cube) de Graeme Clifford : Mrs. Yabbo
- 1992 : Peter's Friends, de Kenneth Branagh : Carol Benson
- 1994 : Les Contes de la crypte, (série télévisée) : Rolanda
- 1995 : Goldilocks and the Three Bears, de Brent Loefke : Ursula
- 1995 : Dr. Katz, (série télévisée) : Rita
- 1996 : Un week-end à la campagne, (TV) : Sally Shelton
- 1997 : Something So Right, (série télévisée) : Brooke
- 1999 : Une nounou d'enfer, (série télévisée) : Margot
- 2000 : V.I.P., (série télévisée) : Bidder at Art Auction
- 2000 : Hollywood Off-Ramp, (série télévisée)
- 2009 : Love Hurts, de Barra Grant : Dr Lisa Levanthorp
- 2011 : Thanks, de Martin Bergman : Bunny

### Scénariste
- 1990 : Born to Be Mild, (TV)
- 1992 : Peter's Friends, de Kenneth Branagh
- 1996 : Un week-end à la campagne, (TV)